# Campeonato Alemão de Patinação Artística no Gelo de 2018
Campeonato Alemão de Patinação Artística no Gelo de 2018 foi a centésima décima nona edição do Campeonato Alemão de Patinação Artística no Gelo, um evento anual de patinação artística no gelo onde os patinadores artísticos competem pelo título de campeão Alemão nos níveis sênior, júnior e noviço. A competição foi disputada entre os dias 14 de dezembro e 16 de dezembro de 2017, na cidade de Frankfurt am Main, Hessen.

## Eventos
- Individual masculino
- Individual feminino
- Duplas
- Dança no gelo

## Medalhistas
| Evento                          | Ouro                                 | Prata                                 | Bronze                        |
| Sênior                          |                                      |                                       |                               |
| Individual masculino detalhes   | Paul Fentz                           | Peter Liebers                         | Catalin Dimitrescu            |
| Individual feminino detalhes    | Nicole Schott                        | Nathalie Weinzierl                    | Lea Johanna Dastich           |
| Duplas detalhes                 | Aliona Savchenko Bruno Massot        | Minerva-Fabienne Hase Nolan Seegert   | Annika Hocke Ruben Blommaert  |
| Dança no gelo detalhes          | Kavita Lorenz Joti Polizoakis        | Katharina Müller Tim Dieck            | Shari Koch Christian Nüchtern |
| Patinação sincronizada detalhes | Team Berlin 1                        | Skating Graces                        | nenhum outro competidor       |
| Júnior                          |                                      |                                       |                               |
| Individual masculino            | Thomas Stoll                         | Thomas Junski                         | Isaak Droysen                 |
| Individual feminino             | Jennifer Schmidt                     | Dora Hus                              | Ann-Christin Marold           |
| Duplas                          | Talisa Thomalla Robert Kunkel        | nenhum outro competidor               | nenhum outro competidor       |
| Dança no gelo                   | Ria Schwendinger Valentin Wunderlich | Charise Matthaei Maximilian Pfisterer | Lara Air Asaf Kazimov         |
| Patinação sincronizada          | Team Berlin Juniors                  | nenhum outro competidor               | nenhum outro competidor       |

## Resultados

### Sênior

#### Individual masculino
| Pos.              | Nome               | Pontos | PC        | PL         |
| ----------------- | ------------------ | ------ | --------- | ---------- |
| Medalha de ouro   | Paul Fentz         | 231.60 | 74.59 (1) | 157.01 (1) |
| Medalha de prata  | Peter Liebers      | 207.59 | 60.18 (2) | 147.41 (2) |
| Medalha de bronze | Catalin Dimitrescu | 173.42 | 58.89 (3) | 114.53 (3) |
| 4                 | Thomas Stoll       | 156.93 | 55.97 (4) | 100.96 (4) |
| 5                 | Fabian Piontek     | 148.06 | 53.46 (5) | 94.60 (5)  |

#### Individual feminino
| Pos.              | Nome                 | Pontos | PC        | PL         |
| ----------------- | -------------------- | ------ | --------- | ---------- |
| Medalha de ouro   | Nicole Schott        | 177.86 | 59.20 (1) | 118.66 (1) |
| Medalha de prata  | Nathalie Weinzierl   | 166.45 | 57.70 (2) | 108.75 (2) |
| Medalha de bronze | Lea Johanna Dastich  | 162.42 | 55.59 (3) | 106.83 (3) |
| 4                 | Jasmin Lugert        | 123.15 | 43.75 (4) | 79.40 (4)  |
| 5                 | Alissa Scheidt       | 110.72 | 38.47 (5) | 72.25 (6)  |
| 6                 | Sarah Anderson       | 108.81 | 35.23 (7) | 73.58 (5)  |
| 7                 | Alina Mayer-Virtanen | 107.85 | 36.52 (6) | 71.33 (7)  |
| 8                 | Sofie Barnova        | 101.24 | 35.05 (8) | 66.19 (8)  |

#### Duplas
| Pos.              | Nome                                  | Pontos | PC        | PL         |
| ----------------- | ------------------------------------- | ------ | --------- | ---------- |
| Medalha de ouro   | Aliona Savchenko / Bruno Massot       | 229.38 | 76.29 (1) | 153.09 (1) |
| Medalha de prata  | Minerva-Fabienne Hase / Nolan Seegert | 168.99 | 59.58 (2) | 109.41 (2) |
| Medalha de bronze | Annika Hocke / Ruben Blommaert        | 164.66 | 57.19 (3) | 107.47 (3) |

#### Dança no gelo
| Pos.              | Nome                                  | Pontos | PC        | PL         |
| ----------------- | ------------------------------------- | ------ | --------- | ---------- |
| Medalha de ouro   | Kavita Lorenz / Panagiotis Polizoakis | 165.07 | 63.65 (1) | 101.42 (1) |
| Medalha de prata  | Katharina Müller / Tim Dieck          | 158.66 | 61.29 (2) | 97.37 (2)  |
| Medalha de bronze | Shari Koch / Christian Nüchtern       | 156.17 | 59.70 (3) | 96.47 (3)  |
| 4                 | Jennifer Urban / Benjamin Steffan     | 136.33 | 53.97 (4) | 82.36 (4)  |

#### Patinação sincronizada
| Pos.             | Nome           | Pontos | PC        | PL        |
| ---------------- | -------------- | ------ | --------- | --------- |
| Medalha de ouro  | Team Berlin 1  | 154.16 | 58.43 (1) | 95.73 (1) |
| Medalha de prata | Skating Graces | 122.69 | 44.95 (2) | 77.74 (2) |